# Prolycosides amblygyna
Prolycosides amblygyna là một loài nhện trong họ Lycosidae. Chúng được Cândido Firmino de Mello-Leitão miêu tả năm 1942, thường xuất hiện ở Argentina.